# Shane Baz
Shane Austin Baz (Cypress, Texas, 17 de junio de 1999), más conocido como Shane Baz, es un jugador profesional estadounidense de béisbol que se desempeña en la posición de lanzador en Tampa Bay Rays, equipo de las Grandes Ligas de Béisbol (MLB).

## Carrera
En 2021, Baz hizo su debut en la MLB con el equipo Tampa Bay Rays, donde lleva jugando tres temporadas.